# Anna Thott-Thorén
Anna Thott-Thorén född 27 december 1922 i Örtofta, Malmöhus län, död 10 december 1991 i Kolmården, var en svensk målare.
Hon var dotter till civilingenjören Erik Ove Thott och friherrinnan Stina-Brita Bennet och från 1959 gift med konstnären Stefan Einar Thorén. Hon växte upp i England och fick där sin första utbildning inom konsten. Efter att hon återflyttat till Sverige studerade hon först vid Otte Skölds och Barths målarskolor innan hon fortsatte vid Kungliga konsthögskolan 1944–1950. Under ett studieuppehåll 1947 vistades hon i Paris där hon studerade för bland andra André Lhote. Tillsammans med sin man ställde hon ut ett flertal gånger i Kalmar och hon medverkade i Kulla-konst i Höganäs 1953–1954 samt utställningar arrangerade av Nacka konstförening. Bland hennes större arbeten märks en stucco lustro-målning för Skandinaviska bankens kontor i Höganäs, en 23 meter lång väggmålning i matsalen på Kockums mekaniska verkstad samt en väggmålning och ridå för Ödåkra skola. Henne konst består av blomsterstilleben, figurer, porträtt, stadsbilder och landskapsvyer. 